# Букманс, Крис
Крис Букманс (нидерл. Kris Boeckmans; род. 13 февраля 1987 в Малле, провинция Антверпен, Бельгия) — бельгийский профессиональный шоссейный велогонщик, выступающий за проконтинентальную команду «B&B Hotels-KTM».

## Карьера
В 2014–2017 годах выступал за команду Мирового тура «Lotto Soudal». 
В 2015 году участвовал в Вуэльте Испании, где на восьмом этапе серьёзно упал: уталяя жажду из бачка, он налетел на выбоину в дороге и тяжело приземлился на асфальт. Согласно Cyclingnews.com, бельгиец получил «травму лица и переломы, сотрясение мозга, сломанные ребра и проколотое легкое», в связи с чем был введён в искусственную кому. Его держали в коме в течение недели и выписали из больницы через четыре недели после инцидента, сделав крупную операцию на лице в Бельгии.

## Достижения
2007
2-й Зеллик — Галмарден
2008
1-й Этап 1b Вуэльта Наварры
1-й Этап 1 Тур Берлина
2009
1-й  Чемпионат Европы U23 в групповой гонке
1-й  Триптик де Мон э Шато
1-й Этап 2b
1-й Схал Селс
1-й Этап 2 Вуэльта Наварры
2-й Париж — Тур U23
2010
1-й Этап 5 Стер ЗЛМ Тур
2-й Три дня Западной Фландрии
1-й Этап 3
2-й Нокере Курсе
2011
3-й Тур Мюнстера
2012
2-й Ле-Самен
2-й Нокере Курсе
2013
2-й Ле-Самен
2014
2-й Халле — Ингойгем
2015
1-й  Тур Пикардии
1-й Этапы 1 & 3
1-й  Ворлд Портс Классик
1-й  Очковая классификация
1-й Этап 2
1-й Ле-Самен
1-й Нокере Курсе
2-й Халле — Ингойгем
3-й Этуаль де Бессеж
1-й Этап 1

## Статистика выступлений

### Гранд-туры
| Гонка           | 2012 | 2013 | 2014 | 2015 | 2016 | 2017 |
| --------------- | ---- | ---- | ---- | ---- | ---- | ---- |
| Джиро д'Италия  | —    | —    | —    | —    | —    | —    |
| Тур де Франс    | 115  | НФ   | —    | —    | —    | —    |
| Вуэльта Испании | —    | —    | —    | НФ   | —    | —    |

| —  | Не участвовал  |
| НФ | Не финишировал |